# Paguristes perrieri
Paguristes perrieri is een tienpotigensoort uit de familie van de Diogenidae. De wetenschappelijke naam van de soort is voor het eerst geldig gepubliceerd in 1895 door Bouvier.